# Singapura nos Jogos Olímpicos de Verão de 2000
Singapura participou dos Jogos Olímpicos de Verão de 2000 em Sydney, Austrália.